# Federazione delle Liste Verdi
La Federazione delle Liste Verdi nasce il 16 novembre 1986 a Finale Ligure, raggruppando in un unico soggetto politico tutte le Liste Verdi esistenti fino ad allora sul territorio nazionale.
I Verdi si danno, per la prima volta, un'organizzazione nazionale con uno statuto comune, un regolamento e organi nazionali esecutivi.
Il simbolo che viene adottato è il Sole che ride, già presentato alle elezioni regionali del 1985 in 11 regioni, e mutuato direttamente dal movimento danese contro il nucleare.
Nella prima fase del movimento si assiste già alla divisione tra varie anime, una corrente autonomista e pragmatica (Alfonso Pecoraro Scanio, Pier Vito Antoniazzi, Rosa Filippini) una corrente legata alla sinistra e a Legambiente (Gianni Mattioli, Massimo Scalia, Enrico Falqui) e una corrente "fondamentalista" (Giannozzo Pucci e Pino Polistena).
Alle elezioni europee del 1989 il movimento ecologista italiano ottiene il miglior risultato elettorale di sempre raggiungendo in totale il 6,2%, sommando il 3,8% della Federazione delle Liste Verdi e il 2,4% dei Verdi Arcobaleno. A Milano raggiungono in totale quasi il 9%.
Gli assetti si modificano nel 1990 con la fusione con i Verdi Arcobaleno, che dà origine alla Federazione dei Verdi.

## Referendum caccia e pesticidi
Nel 1990 si svolgono tre referendum promossi dai Verdi, da altre forze politiche e da alcune associazioni ambientaliste contro la legge sulla caccia, il diritto dei cacciatori di accedere ai fondi altrui anche senza il consenso del proprietario e l'uso dei pesticidi nell'agricoltura. In tutti e tre i quesiti prevalgono nettamente i sì, ma a causa del mancato raggiungimento del quorum le norme sottoposte ad abrogazione rimangono in vigore.

## Presidenti dei gruppi parlamentari

### Capigruppo/delegazione alla Camera dei deputati
- Gianni Francesco Mattioli (16 luglio 1987 – 5 dicembre 1989)
- Laura Cima (5 dicembre 1989 – 9 dicembre 1990)

### Capigruppo/delegazione al Senato della Repubblica
- Marco Boato (9 luglio 1987 – 12 aprile 1990)
- Franco Corleone (12 aprile 1990 – 9 dicembre 1990)

### Capidelegazione al Parlamento europeo
- Alexander Langer (1989 – 9 dicembre 1990)

## Risultati elettorali
| Elezione       | Elezione     | Voti      | %    | Seggi    |
| -------------- | ------------ | --------- | ---- | -------- |
| Politiche 1987 | Camera       | 969.218   | 2,51 | 13 / 630 |
| Politiche 1987 | Senato       | 634.182   | 1,96 | 2 / 315  |
| Europee 1989   | Europee 1989 | 1.316.723 | 3,78 | 3 / 81   |

## Assemblee Nazionali
- Firenze, 8 dicembre 1984 - Assemblea Nazionale delle Liste Verdi
- Firenze, 26 maggio 1985 - Assemblea Nazionale delle Liste Verdi
- Finale Ligure, 15-16 novembre 1986 - I Assemblea Nazionale della Federazione delle Liste Verdi
- Pisa, 14-15 marzo 1987 - II Assemblea Nazionale della Federazione delle Liste Verdi
- Mantova, 30 aprile-3 maggio 1987 - III Assemblea Nazionale della Federazione delle Liste Verdi
- Bologna, 3-5 luglio 1987 - IV Assemblea Nazionale della Federazione delle Liste Verdi
- Ariccia, 21-22 novembre 1987 - V Assemblea Nazionale della Federazione delle Liste Verdi
- Carrara, 2-3 luglio 1988 - VI Assemblea Nazionale della Federazione Liste Verdi
- Maiori, 16-18 dicembre 1988 - VII Assemblea Nazionale della Federazione Liste Verdi
- Garda, 15-16 aprile 1989 - VIII Assemblea Nazionale della Federazione delle Liste Verdi
- Rimini, 23-24 settembre 1989 - IX Assemblea Nazionale della Federazione delle Liste Verdi
- Roma, 8-14 dicembre 1989 - X Assemblea Nazionale delle Liste Verdi
- Cortona, 2-4 marzo 1990 - XI Assemblea Nazionale della Federazione delle Liste Verdi
- Trani, 22-24 giugno 1990 - XII Assemblea Nazionale della Federazione delle Liste Verdi
- Castrocaro, 9 dicembre 1990 - Assemblea Nazionale costitutiva della Federazione dei Verdi[8]